# Staphidium pauciflorum
Staphidium pauciflorum là một loài thực vật có hoa trong họ Mua. Loài này được (Lam.) Naudin miêu tả khoa học đầu tiên năm 1851.